# Tinnis
 (mai 2024).

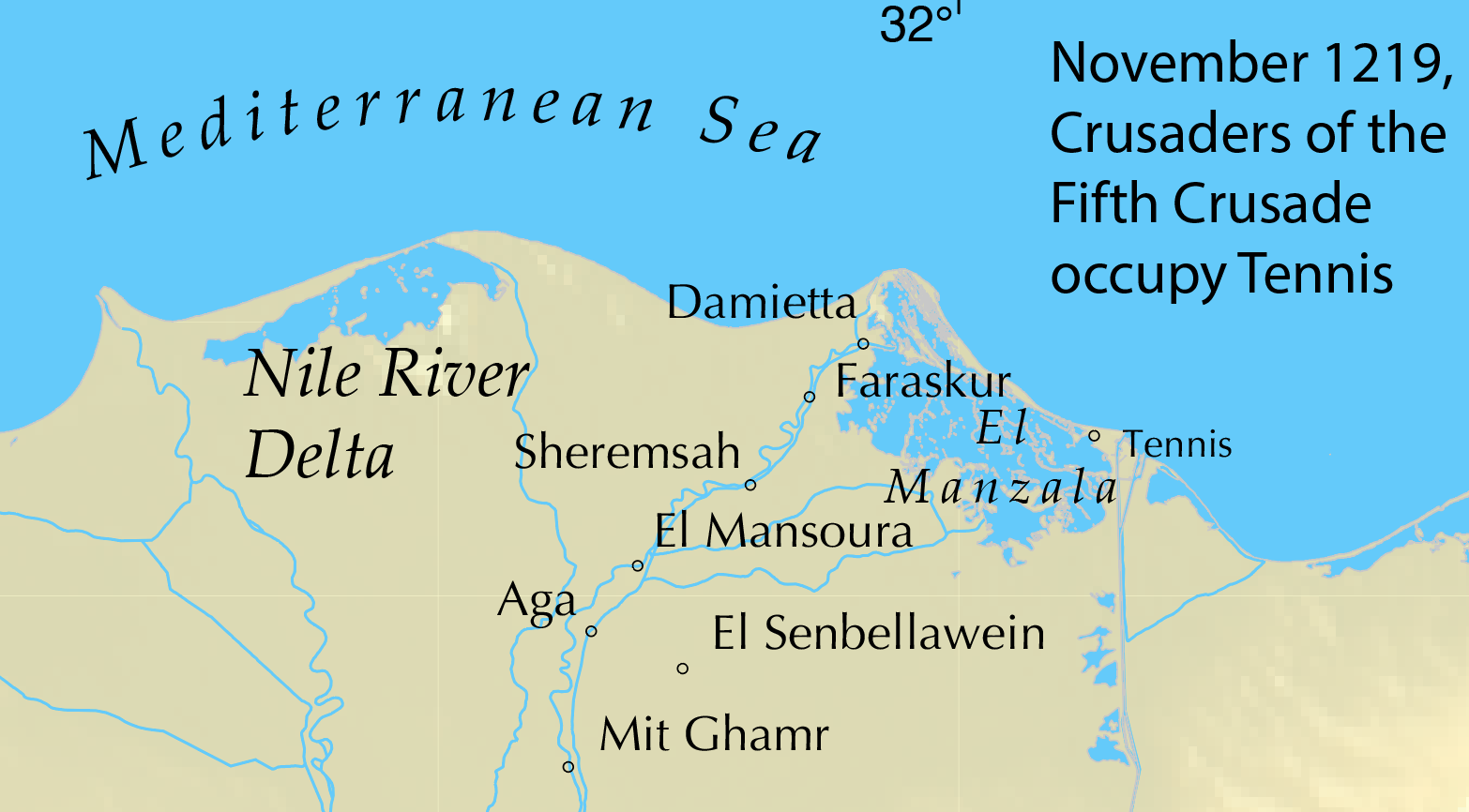
Carte de Tinnis/Tennis

Tinnis ou Tennis (en arabe : تنيس, en copte : ⲑⲉⲛⲛⲉⲥⲓ) est une cité médiévale égyptienne. Elle connaît une période de prospérité du IXe siècle au XIe siècle avant d'être abandonnée. Elle se situe sur une île du lac Menzaleh, près de Port-Saïd. 

## Histoire
Tinnis est un port important pour l'exportation de produits agricoles égyptiens, notamment le textile, particulièrement réputé au Moyen-Orient. Sa position géographique, sur un bras oriental du Nil, facilite les échanges commerciaux. Les navires peuvent ainsi passer s'abriter dans le lac et pénétrer plus aisément en mer Méditerranée. Le lac sert notamment de refuge en cas de mauvais temps, ce qui n'est pas le cas à Damiette, directement exposée aux conditions marines. 
Le voyageur Nasir e Khosraw visite la ville à l'époque des Fatimides et rapporte qu'elle est densément peuplée, comptant jusqu'à 50 000 habitants, 10 000 commerces et deux grandes mosquées. La population est essentiellement chrétienne et travaille dans le domaine du tissage. Les autorités sont alors attentives à réguler la production et la vente de ces tissus, qui rapportent d'importantes recettes fiscales. La spécialité de la ville est la teinture de vêtements et la production de pièces en soie de mer.

### Abandon
La localisation isolée de la cité et son étroitesse sont des facteurs de fragilité. En effet, elle est difficile à défendre face à des menaces extérieures, notamment dans le contexte des croisades. En 1192-1193, Saladin ordonne l'abandon de la cité, qui ne conserve qu'une garnison militaire. L'activité commerciale se décale vers Damiette. À la suite du siège de Damiette (1218-1219), les autorités égyptiennes rasent également le fort et le site de Tinnis est abandonné.

## Sources
- (en) John Cooper, « Fear God; Fear the Bogaze": The Nile Mouths and the Navigational Landscape of the Medieval Nile Delta, Egyp », Al-Masaq, vol. 24-1,‎ 2012, p. 68-69
- J.-M. Mouton, « Tinnis », dans The Encyclopaedia of Islam, Second Edition. Volume X: T–U, Leiden, Brill, 2000 (ISBN 978-90-04-11211-7)